# Seweryn Udziela (etnograf)
Seweryn Udziela (ur. 24 grudnia 1857 w Starym Sączu, zm. 26 września 1937 w Krakowie) – etnograf, badacz i popularyzator folkloru i kultury ludowej Małopolski.

## Życiorys
Po ukończeniu seminarium nauczycielskiego pracował jako nauczyciel szkół ludowych w różnych miejscowościach dawnej Galicji, m.in. w Ropczycach. Pracował również jako inspektor oświaty, prowadził czytelnię ludową. Pod koniec XIX w. wynajmował dom w Wieliczce. Na podstawie pracy Lud polski w powiecie ropczyckim w Galicji, w 1890 został przyjęty na członka Komisji Antropologicznej Akademii Umiejętności. W 1900 zamieszkał w Krakowie-Podgórzu. W 1911 był jednym ze współorganizatorów Muzeum Etnograficznego w Krakowie, któremu ofiarował swe zbiory etnograficzne oraz bogatą bibliotekę. W 1913 pozyskał pomieszczenia dla muzeum na terenie Wawelu. Był autorem wielu prac etnograficznych, które do dziś stanowią cenne źródło informacji dla badaczy kultury ludowej. W znacznej mierze dzięki jego staraniom muzeum stało się jednym z najważniejszych ośrodków tego typu na ziemiach polskich (organizował m.in. wystawy zagraniczne, bardzo intensywnie gromadził eksponaty). Współpracował i prowadził korespondencję z wieloma naukowcami i ludźmi zainteresowanymi kulturą ludową, m.in. z Romanem Reinfussem i Marią Eljaszówną. Dyrektorem Muzeum Etnograficznego w Krakowie, które nosi obecnie jego imię, był od jego powstania do 1937.
Zmarł w Krakowie. Został pochowany na cmentarzu Rakowickim (kwatera M-płn-wsch-po prawej Wolfa Jakóba).

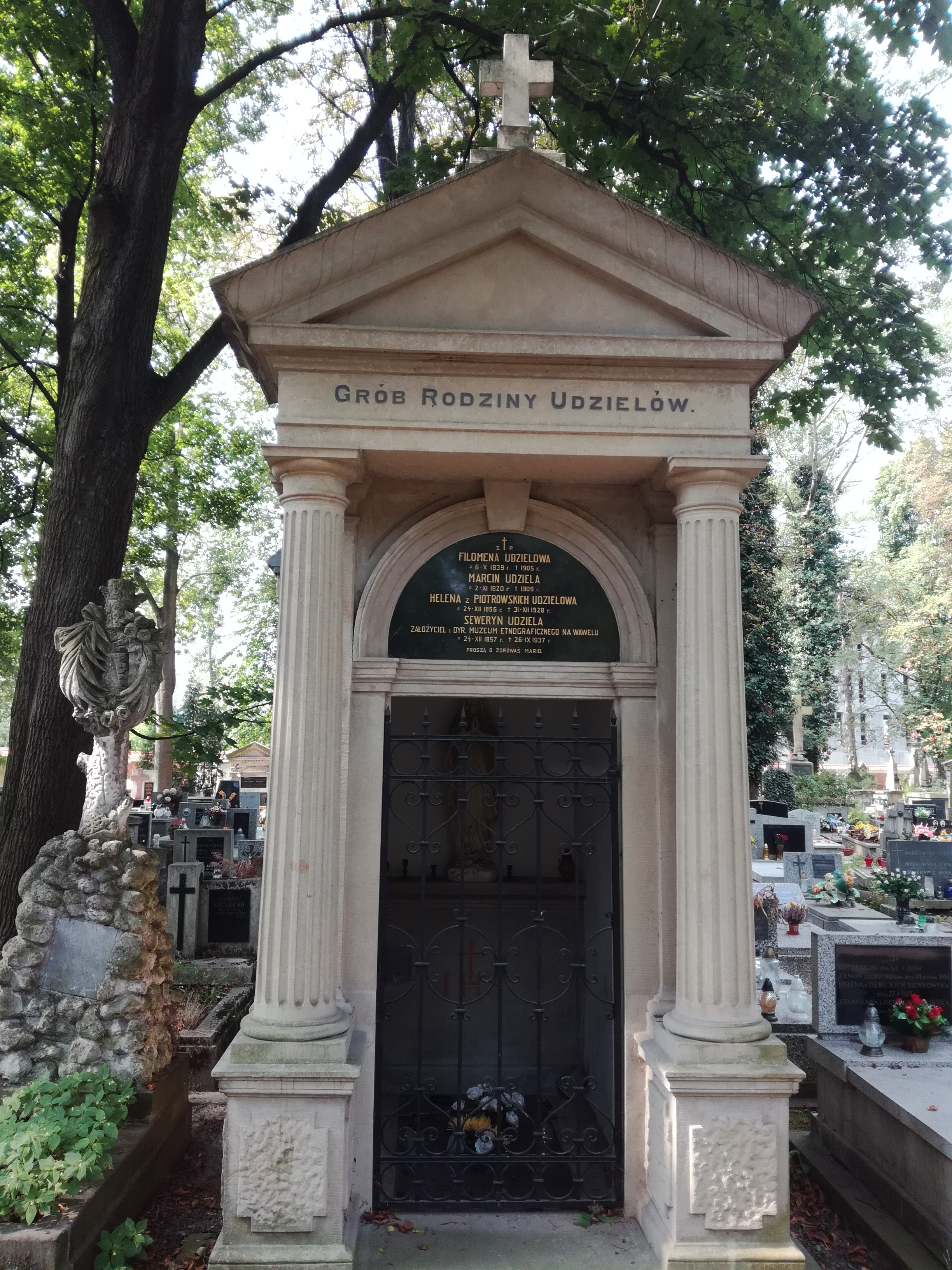
Grobowiec Seweryna Udzieli na cmentarzu Rakowickim

## Publikacje

### Książki
- Materyjały etnograficzne z miasta Ropczyc i okolicy. Kraków: Druk. Uniwersytetu Jagiellońskiego, 1886. Brak numerów stron w książce
- Tyniec: pod względem topograficzno-etnograficznym. nakładem autora: Wieliczka, 1897. Brak numerów stron w książce
- Materyały do polskiej weterynaryi ludowej. 1. Powiat gorlicki i grybowski. Lwów: 1900. Brak numerów stron w książce
- Świat nadzmysłowy ludu krakowskiego mieszkającego po prawym brzegu Wisły. Wielkoludy, czarownice i czarownice, choroby. Warszawa: 1901. Brak numerów stron w książce
- Topograficzno-etnologiczny opis wsi polskich w Galicyi. Kraków: nakładem Akademii Umiejętności, 1901. Brak numerów stron w książce
- Krakowiacy. Kraków: Księgarnia Geograficzna „Orbis”, 1924. Brak numerów stron w książce
- Dwory: zapiski etnograficzne z 1901 i 1902 roku. 1924. Brak numerów stron w książce
- Z podań i dziejów ziemi bieckiej. Kraków: nakł. Ksiegarni Geograficznej Orbis, 1926. Brak numerów stron w książce
- Ludowe stroje krakowskie i ich krój: z 34 tablicami barwnemi i 47 rycinami w tekście oraz dwoma arkuszami krojów. Kraków: nakł. Muzeum Etnograficznego, 1930. Brak numerów stron w książce akwarelowe ilustracje wykonała Marja Eljasz-Radzikowska
- Krakowskie hafty białe. Lwów i Warszawa: Książnica-Atlas, 1930. Brak numerów stron w książce ilustrowała Marja Polaszkówna
- Rośliny w wierzeniach ludu krakowskiego. Lwów: nakładem Towarzystwa Ludoznawczego, 1931. Brak numerów stron w książce
- Ubiory ludu polskiego. Zeszyt III. Górale beskidowi. Kraków: nakładem Polskiej Akademji Umiejętności, 1932. Brak numerów stron w książce ilustrowała Maria Kirchnerowa
- Ziemia łemkowska przed półwieczem: zapiski i wspomnienia z lat 1888-1893. Lwów: nakł. Towarzystwa Ludoznawczego, 1934. Brak numerów stron w książce
- Hafty kurpiowskie. Kraków: nakł. Muzeum Etnograficznego, 1936. Brak numerów stron w książce ilustrowała Stanisława Czyżewska

### Artykuły
- 1889 Religia i modlitwa u ludu ropczyckiego, „Wisła”, t. 3.
- 1904 Poezja na wsi, „Lud”, t. 10, s. 39–49.

## Ordery i odznaczenia
- Krzyż Oficerski Orderu Odrodzenia Polski (2 maja 1924)[2][3]
- Złoty Krzyż Zasługi (9 listopada 1932)[4]